# Traci Bingham

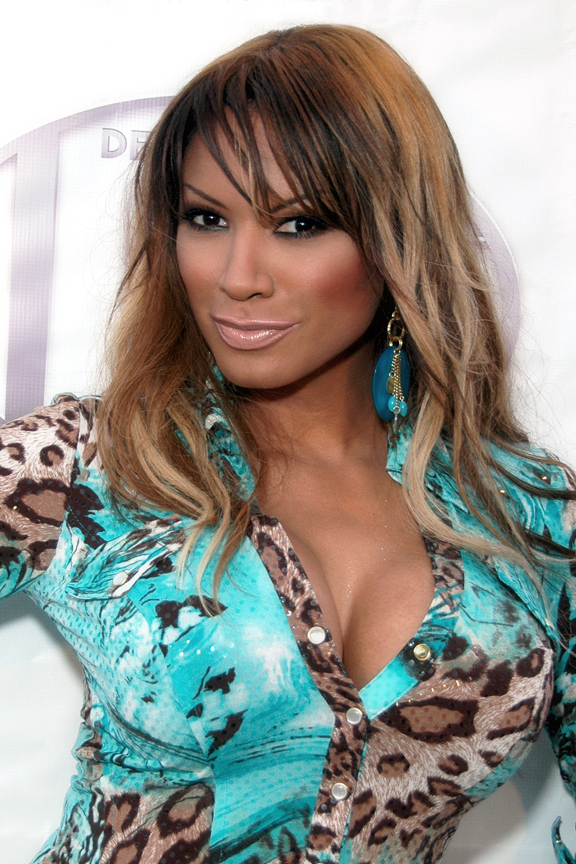
Traci Bingham (2008)

Traci Bingham, eigentlich Julie Anne Smith (*  13. Januar 1968 in Cambridge, Massachusetts) ist ein US-amerikanisches Model und eine Schauspielerin, die vor allem für ihre Darstellung der Jordan Tate in der Fernsehserie Baywatch bekannt ist.

## Leben
Traci Bingham hatte 1991 ihren ersten Auftritt in dem Musikvideo Good Vibrations von Marky Mark and the Funky Bunch. 1994 war sie als Santa Helper in einer Folge der Serie Der Prinz von Bel-Air zu sehen. Nach einer kleinen Rolle in dem Kinofilm Ritter der Dämonen bekam sie die Rolle der Jordan Tate in der Serie Baywatch – Die Rettungsschwimmer von Malibu angeboten. Diese Rolle spielte sie zwei Jahre und trat in insgesamt 44 Folgen der Serie auf. In den nächsten Jahren spielte sie überwiegend Gastrollen in verschiedenen Fernsehserien. Neben der Schauspielerei ist Bingham auch als Model tätig. In der Playboyausgabe mit dem Titel Babes of Baywatch vom Juni 1998 war sie mit einer Fotostrecke vertreten.
Bingham ist Vegetarierin und engagiert sich für die Organisation PETA.
Im August 1998 heiratete sie den Musiker Robb Vallier. Die Ehe ist geschieden.

## Filmografie (Auswahl)
- 1995: Ritter der Dämonen (Tales from the Crypt: Demon Knight)
- 1996–1998: Baywatch – Die Rettungsschwimmer von Malibu (Baywatch, Fernsehserie, 16 Folgen)
- 1998: Beach Movie
- 1999: Foolish
- 1999: D.R.E.A.M. Team (Fernsehfilm)
- 2001: The Private Public
- 2003: More Mercy (Bad Bizness)
- 2008: Hanging in Hedo
- 2010: Black Widow
- 2011: War of the Dragon